# Gheorghe Bucur
Gheorghe Bucur (ur. 8 kwietnia 1980 w Bukareszcie) – piłkarz rumuński grający na pozycji napastnika.

## Kariera klubowa
Bucur pochodzi z Bukaresztu, a karierę piłkarską rozpoczął w tamtejszym klubie Sportul Studențesc. W 1998 roku stał się zawodnikiem pierwszej drużyny i zadebiutował w jej barwach w drugiej lidze rumuńskiej. Od sezonu 1999/2000 był podstawowym zawodnikiem tego klubu, a w 2001 roku wywalczył z nim awans do pierwszej ligi. 3 sierpnia 2001 rozegrał pierwsze spotkanie w pierwszej lidze, wygrane 3:0 z Petrolulem Ploeszti. W 2003 roku spadł ze Sportulem do drugiej ligi, ale w sezonie 2003/2004 powrócił do pierwszej ligi i został królem strzelców zaplecza ekstraklasy z 29 golami. W sezonie 2004/2005 był wraz z Claudiu Niculescu najlepszym strzelcem pierwszej ligi (obaj strzelili po 21 goli).
Latem 2005 roku Bucur przeszedł za 800 tysięcy dolarów do Politehniki Timiszoara, jednak w swoim pierwszym sezonie zdobył tylko dwa gole w lidze. W następnym strzelił 9 bramek, a w 2007/2008 - 16. W sezonie 2008/2009 z 17 golami został królem strzelców ligi, a Timiszoara została wicemistrzem Rumunii.
W lutym 2010 Bucur przeszedł za 1,8 miliona euro do rosyjskiego klubu Kubań Krasnodar. 28 marca 2010 zadebiutował w jego barwach w Pierwyj diwizion w wygranym 2:0 domowym meczu z Awangardem Kursk. W sezonie 2010 awansował z nim do Priemjer-Ligi. W Kubaniu grał do końca sezonu 2015/2016.
W latach 2016-2019 Bucur grał w czwartoligowym klubie Voința Crevedia, w którym zakończył karierę.
| Sezon   | Klub                   | Kraj    | Rozgrywki        | Mecze | Bramki |
| ------- | ---------------------- | ------- | ---------------- | ----- | ------ |
| 1998/99 | Sportul Studențesc     | Rumunia | Liga II          | 16    | 2      |
| 1999/00 | Sportul Studențesc     | Rumunia | Liga II          | 28    | 6      |
| 2000/01 | Sportul Studențesc     | Rumunia | Liga II          | 27    | 4      |
| 2001/02 | Sportul Studențesc     | Rumunia | Liga I           | 29    | 12     |
| 2002/03 | Sportul Studențesc     | Rumunia | Liga I           | 12    | 2      |
| 2003/04 | Sportul Studențesc     | Rumunia | Liga II          | 28    | 29     |
| 2004/05 | Sportul Studențesc     | Rumunia | Liga I           | 29    | 21     |
| 2005/06 | Politehnica Timiszoara | Rumunia | Liga I           | 20    | 2      |
| 2006/07 | Politehnica Timiszoara | Rumunia | Liga I           | 29    | 9      |
| 2007/08 | Politehnica Timiszoara | Rumunia | Liga I           | 28    | 16     |
| 2008/09 | FC Timiszoara          | Rumunia | Liga I           | 31    | 17     |
| 2009/10 | FC Timiszoara          | Rumunia | Liga I           | 16    | 8      |
| 2010    | Kubań Krasnodar        | Rosja   | Pierwyj diwizion | 31    | 9      |
| 2011/12 | Kubań Krasnodar        | Rosja   | Priemjer-Liga    | 39    | 6      |
| 2012/13 | Kubań Krasnodar        | Rosja   | Priemjer-Liga    | 21    | 4      |
| 2013/14 | Kubań Krasnodar        | Rosja   | Priemjer-Liga    | 28    | 6      |
| 2014/15 | Kubań Krasnodar        | Rosja   | Priemjer-Liga    | 24    | 3      |
| 2015/16 | Kubań Krasnodar        | Rosja   | Priemjer-Liga    | 13    | 0      |
| 2016/17 | Voința Crevedia        | Rumunia | Liga IV          | ?     | ?      |
| 2017/18 | Voința Crevedia        | Rumunia | Liga IV          | ?     | ?      |
| 2018/19 | Voința Crevedia        | Rumunia | Liga IV          | ?     | ?      |

## Kariera reprezentacyjna
W reprezentacji Rumunii Bucur zadebiutował 9 lutego 2005 roku w zremisowanym 2:2 meczu ze Słowacją. 8 czerwca 2005 zdobył pierwsze dwa gole w kadrze narodowej w wygranym 3:0 spotkaniu eliminacji do Mistrzostw Świata w Niemczech z Armenią. Obecnie walczy z Rumunią o awans do Mistrzostw Świata w RPA.